# Табо Мбеки
Табо Мвуйелва Мбеки (на английски: Thabo Mvuyelwa Mbeki) е южноафрикански политик от народността кхоса, един от водачите на Африканския национален конгрес. Син на Гован Мбеки, също активист на партията, той завършва икономика във Великобритания, където живее до 1994. След демократизирането на ЮАР той е заместник на Нелсън Мандела като президент, а през 1999 го наследява на този пост, като е преизбран през 2004. През 2008 година се оттегля от поста след обвинения в корупция.